# Covenanter

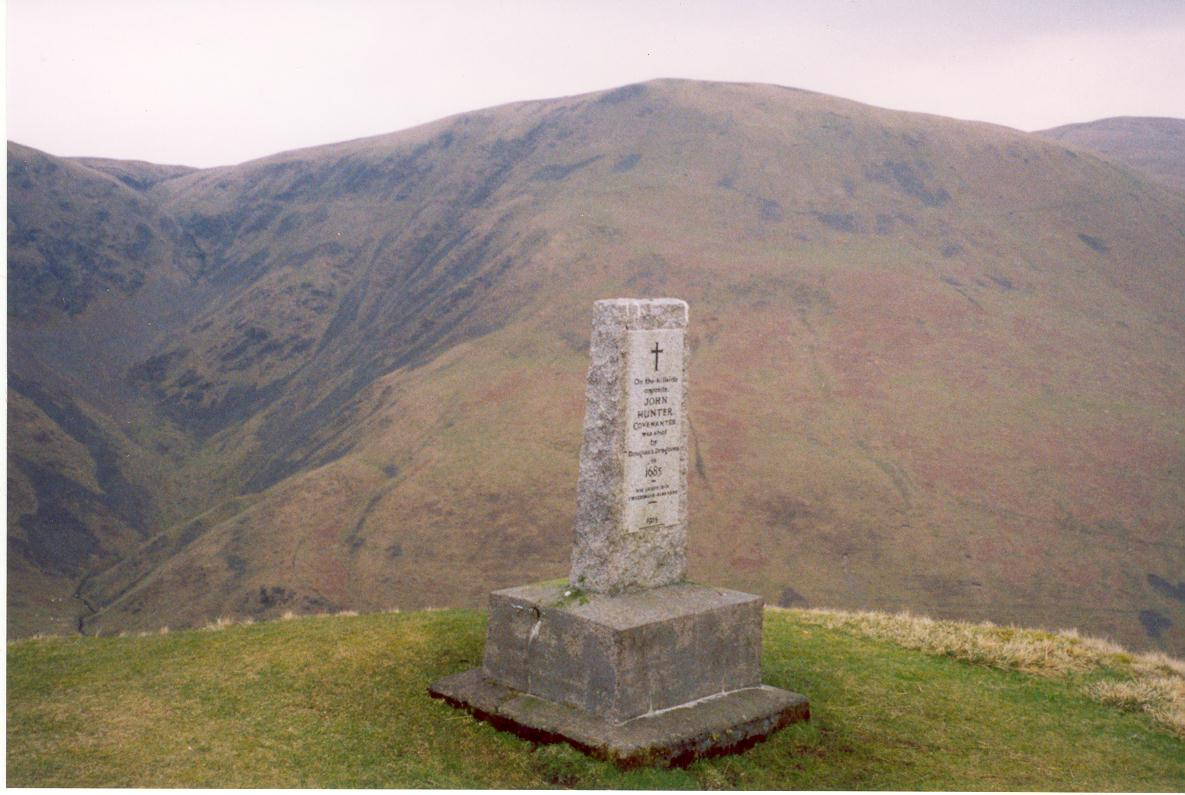
Monumento al Convenanter John Hunter, en Devil's Beef Tub.

Los covenanters o covenants eran los integrantes de un movimiento religioso nacido en el seno del presbiterianismo en la historia de Escocia y, de manera menos influyente, en las de Inglaterra e Irlanda del siglo XVII.

## Descripción
Su nombre deriva de la palabra escocesa covenant para «promesa solemne» o «documento legal». Hubo dos movimientos de covenanters importantes en la historia escocesa: la National Covenant y la Solemn League and Covenant.
Se designa así una alianza que concluyeron en 1558 todos los reformados de Escocia para defender su nueva confesión contra los católicos, y particularmente contra el rey de España Felipe II, y la Gran Armada (La Armada Invencible es un término despectivo creado por los ingleses); aquellos que firmaron el Covenant o que adoptaron sus principios son conocidos con el nombre de presbiterianos y de puritanos. 
En 1638, cuando Carlos I Estuardo quiso introducir en las iglesias de Escocia la nueva liturgia establecida por el obispo William Laud, los presbiterianos renovaron el Covenant y formaron con el Parlamento, en 1643, una alianza que precipitó la caída del rey. Esta acta fue abolida en 1661, después de la Restauración de los Estuardo.

## Guerras de los Tres Reinos
Implicación en las Guerras de los Tres Reinos.